# Филиппины на летних Олимпийских играх 1976
Филиппины принимали участие в Летних Олимпийских играх 1976 года в Монреале (Канада) в двенадцатый раз за свою историю, но не завоевали ни одной медали. Сборную страны представляло 14 спортсменов, в том числе одна женщина.